# 山野会
山野会（やまのかい）は、20世紀に活動した日本の暴力団。熊本県の熊本市内に本部を置いた指定暴力団であった。2001年までに消滅。

## 来歴
山野義治が1954年に熊本市を本拠地として「新選組」という団体を結成。これが1956年頃に“山野会”へ改称し、1972年に蓑田正敏が二代目を襲名、さらに1986年に池田鉄雄が三代目会長に就任した。
暴対法施行後の1993年までに同法に基づく指定暴力団となる。のち1998年にも再度の指定を受けたものの、やがて団体自体が消滅。2001年の11月をもって指定取り消しとなった。

## 情勢
本部は熊本県熊本市本荘町721-14に所在していた。警察白書の報告によれば、熊本県内を専らの勢力範囲とし、1993年の時点でおよそ100名、2001年の時点でおよそ70名の構成員を擁した。同じく熊本市内の「虎門会」、「大久保一家」、「西心会」、および「大村一門」という4団体とともに、熊本の“反山口組の牙城”と言われた親睦団体「熊本連合」を結成していた。

## 歴代
| 代 | 会長     | 期間      |
| -- | -------- | --------- |
| 初 | 山野義治 | 1954—1972 |
| 二 | 蓑田正敏 | 1972—1986 |
| 三 | 池田鉄雄 | 1986—消滅 |